# Tergosciara laciniata
Tergosciara laciniata är en tvåvingeart som beskrevs av Hans-Georg Rudzinski 1997. Tergosciara laciniata ingår i släktet Tergosciara och familjen sorgmyggor. Inga underarter finns listade i Catalogue of Life.